# Fabio Storti
Fabio Storti (ur. 4 listopada 1978) – włoski statystyk i asystent trenerów siatkarskich.
W czasie gdy pracował w PGE Skrze Bełchatów poznał tam przyszłą swoją żonę oraz później urodziło mu się dziecko. W latach 2017–2021 prowadził działalność gospodarczą w Bełchatowie przy ul. Górniczej 21.

## Przebieg kariery
| Lata      | Klub/Reprezentacja           | Funkcja   | Trener                             | Osiągnięcie                | Trofeum        | Rok                   |
| 2002–2004 | Kerakoll Modena              | II trener | Angelo Lorenzetti                  | Liga Mistrzów              | srebro         | 2003                  |
| 2002–2004 | Kerakoll Modena              | II trener | Angelo Lorenzetti                  | Liga włoska                | srebro         | 2003                  |
| 2002–2004 | Kerakoll Modena              | II trener | Angelo Lorenzetti                  | Puchar CEV                 | złoto          | 2004                  |
| 2004–2005 | Acqua Paradiso Montichiari   | statystyk | Dario Simoni                       |                            |                |                       |
| 2005–2006 | Włochy                       | statystyk | Gian Paolo Montali                 | Mistrzostwa Europy         | złoto          | 2005                  |
| 2005–2006 | Włochy                       | statystyk | Gian Paolo Montali                 | Puchar Wielkich Mistrzów   | brąz           | 2005                  |
| 2005–2007 | Copra Berni Piacenza         | statystyk | Francesco Dall'Olio                | Puchar Top Teams           | złoto          | 2006                  |
| 2005–2007 | Copra Berni Piacenza         | statystyk | Francesco Dall'Olio                | Puchar CEV                 | srebro         | 2007                  |
| 2005–2007 | Copra Berni Piacenza         | statystyk | Francesco Dall'Olio                | Liga włoska                | srebro         | 2007                  |
| 2007–2008 | Bułgaria                     | II trener | Martin Stoew                       | Puchar Świata              | brąz           | 2007                  |
| 2008–2013 | PGE Skra Bełchatów           | statystyk | Daniel Castellani Jacek Nawrocki   | Puchar Polski              | złoto          | 2009, 2010, 2011      |
| 2008–2013 | PGE Skra Bełchatów           | statystyk | Daniel Castellani Jacek Nawrocki   | Liga polska                | złoto · srebro | 2009, 2010, 2011 2012 |
| 2008–2013 | PGE Skra Bełchatów           | statystyk | Daniel Castellani Jacek Nawrocki   | Klubowe Mistrzostwa Świata | srebro · brąz  | 2009, 2010 2012       |
| 2008–2013 | PGE Skra Bełchatów           | statystyk | Daniel Castellani Jacek Nawrocki   | Liga Mistrzów              | srebro · brąz  | 2012 2010             |
| 2008–2013 | PGE Skra Bełchatów           | statystyk | Daniel Castellani Jacek Nawrocki   | Superpuchar Polski         | złoto          | 2012                  |
| 2009–2010 | Polska                       | statystyk | Daniel Castellani                  | Mistrzostwa Europy         | złoto          | 2009                  |
| 2013–2016 | PGE Skra Bełchatów           | II trener | Miguel Ángel Falasca               | Liga polska                | złoto · brąz   | 2014 2015, 2016       |
| 2013–2016 | PGE Skra Bełchatów           | II trener | Miguel Ángel Falasca               | Superpuchar Polski         | złoto          | 2014                  |
| 2013–2016 | PGE Skra Bełchatów           | II trener | Miguel Ángel Falasca               | Puchar Polski              | złoto          | 2016                  |
| 2016–2018 | Czechy                       | II trener | Miguel Ángel Falasca Michal Nekola | Liga Europejska            | srebro         | 2018                  |
| 2017–2019 | Onico Warszawa               | II trener | Stéphane Antiga                    | Liga polska                | srebro         | 2019                  |
| 2019–2021 | Gas Sales Bluenergy Piacenza | II trener | Andrea Gardini Lorenzo Bernardi    |                            |                |                       |
| 2021–2023 | Montpellier HSC VB           | II trener | Olivier Lecat                      | Liga francuska             | złoto          | 2022                  |
| 2021–2023 | Montpellier HSC VB           | II trener | Olivier Lecat                      | Superpuchar Francji        | złoto          | 2022                  |
| 2023      | Estonia                      | II trener | Fabio Soli                         |                            |                |                       |
| 2023–2024 | Paris Volley                 | I trener  |                                    |                            |                |                       |
| 2024–     | Hyundai Capital Skywalkers   | II trener | Philippe Blain                     |                            |                |                       |